# Солфатари
Вижте пояснителната страница за други значения на Солфатара.
Солфатарите (ед.ч. солфатара.) са струи от серен диоксид и сероводород, примесени с въглероден диоксид, водни пари и други газове, изхвърляни от пукнатини в земната кора. Отделят се от фисури по склоновете, стените и кратерите на вулкани, както и от лавови и пирокластични потоци. Температурата им варира от 100 °C до 300 °C. Солфатарите са част от вторичната вулканична дейност, подобно на фумаролите, мофетите и гейзерите.
Наименованието им произлиза от името на италианския вулкан Солфатара (Солфатара ди Поцуоли). Етимологията идва от латинската дума solfo, sulphuris, означаваща сяра.
Преобладаващият продукт при солфатарите е сероводород, който се окислява на въздуха и образува вода и самородна сяра, чието количество край отворите може да достигне размери с промишлено значение. Например вулканът Солфатара, намиращ се близо до Неапол, отделя сернисти газове в продължение на много столетия. Последното му изригване става през 1198 г. и оттогава солфатарите му изхвърлят голямо количество серни съединения и водни пари. В зоната е организирана разработка на серните еманации и извличане на сяра. Промишлено производство, ползващо суровини от солфатари, съществува още в Япония, Мексико и други държави.
- Солфатари при вулкана Солфатара ди Поцуоли, Италия
- Солфатари на Белия остров (остров Whakaari - стратовулкан на изток от Северния остров), Нова Зеландия
- Пренасяне на изкопаната сяра от солфатарното поле на вулкана Иджен, остров Ява, Индонезия
- Вулканът Намафял (Namafjall), Исландия